# キカイダー02
『キカイダー02』（キカイダーゼロツー）は、石ノ森章太郎原作、MEIMU作画の漫画。

## 概要
石ノ森章太郎の漫画『人造人間キカイダー』のリメイク版。キャラクターや設定は大幅にアレンジされており、また物語も大まかな流れは原作とほぼ同じであるが、全体的にホラー性があり、世代的には完全に高年齢を対象にしていると思われる。ジローでなく、ヒロインのミツコの視点から主に描かれている。また本作では、原作で名前だけの存在に等しかった光明寺家の長子・一郎にスポットが当たっているのも特徴である。
かなり壮大な物語を思わせる展開（環境問題など）で角川書店の『月刊エースネクスト』2000年9月号より連載を開始するが、同誌の休刊後、同社の『月刊少年エース』『エース特濃』など掲載紙を転々とし、休載期間を経た後『イナズマンVSキカイダー』を『特撮エース』1号から11号まで、本編を12号から17号（休刊号）まで連載して完結した。一応ストーリーは完結しているものの、最終回はダイジェストのような早足の内容となっている。

## 登場人物
キカイダー／ジロー
世界的なロボット工学の権威である光明寺博士が、十数年前に死亡した息子・一郎を模して開発した人造人間。全身を覆う外皮はナノマシンで構成されており、原子の組換えや改変を行うことで戦闘形態に変形（チェンジ）する。不完全な良心回路をセットされており、ヒナノを最優先に守るようプログラムされている。最初の頃は機械的な感情だったが、ゴールデンバットとの魂の境遇（インストール）などによって人間に近くなっていった。しかし、良心回路を抜かれた後は何の感情も持たないようになっている。ハカイダーに回収され光明寺博士に完全な良心回路を取り付けられた際には、以前と比べ明朗な意思と人格をもって行動するようになった。
光明寺ミツコ
光明寺博士の娘で、ロボット工学を学ぶ女子大生。ロボット工学にしか興味がなく、そのせいで「女フランケンシュタイン」という不名誉な呼び名が付けられ、周囲からは冷たい目で見られていた。また、自分は父親に愛されていないと思っていた。少なくとも、キカイダー01やジローの修理などが出来るということなので、かなり高い工学技術を持っていると思われる。また、原作では一郎が千草の子ではないためミツコとは異母兄妹にあたるが、本作では一郎も千草の実子でありミツコとは同母兄妹である。
光明寺ヒナノ
ミツコの異母姉妹である少女。ミツコと出会う前の記憶を持っていない。その正体は、アーマゲドンゴッドの制御ユニットとして製造されたアンドロイドである。当初は無表情であったが、単行本第4巻に収録された外伝では、少女らしい表情を見せるシーンもある。
キカイダー01／イチロー
瘋癲和尚が開発した6体の人造人間の残骸とジローのデータを元に、ミツコが作り上げた人造人間。ジローと違い良心回路を持たないため、かなり機械的に描かれている。（だが、ジロー・キカイダー02のデン・ジ・エンドを見て、ブラスト・エンドを独自に編み出すといった学習能力はある）
光明寺博士
世界的なロボット工学の権威。また、一郎とミツコの父でもある。ギル・ヘルバートとはアメリカの学会で出会い、ロボット開発の資金援助・施設提供を受けていたが、そのロボットたちが悪用されるということを知り「良心回路」を作った。それからの詳細は全く不明だが、最終話では全世界の文明を破壊して砂漠にし、人類に代わる新たな生物の誕生を望んでいた。息子である光明寺一郎の死に固執したパラノイア的な思想・行動理念が見られる。
瘋癲和尚
原作での風天和尚に当たる人物だが、精神を病んでいた。6体のキカイダー01のレプリカを暴走させ、ミツコとジローに襲いかからせるが、自身も戦闘に巻き込まれて死亡する。
光明寺千草
一郎とミツコの母。一郎の死と夫の行方不明の報せを聞き、10年前に心労で死んでいる。
坂本チグサ
ミツコの母である光明寺千草の14歳の時（坂本は千草の旧姓）の姿を模して製造されたアンドロイド。その姿形は光明寺ヒナノに酷似しているが、記憶と人格は千草のものであり、チグサと対面したミツコは当惑した。旧光明寺邸でミツコと暮らすようにプログラムされていたが、ザダムによる襲撃の際に「母として」ミツコをかばって「死亡」した。
服部
ミツコの大学での先輩。原作での服部半平に相当するが、本作では探偵ではなく、また、陽気な性格ではあるものの原作でのようなギャグメーカーではない。
マサル
単行本第4巻に収録された外伝において、ジローとヒナノが偶然に出会った少年。本作では光明寺家との血縁関係はないが、原作でのミツコの弟の名前が使用されている。

### DARK
ギル・ヘルバート
DARKの最高経営責任者。光明寺博士のロボット開発の資金援助や施設提供と様々なバックアップをするが、それは世界的環境問題の責任者を殺害するためである。遺伝子工学の権威であり、最高位と言っても過言ではない。自らが死んでも再三クローンとして復活するが、それも限界に達しようとしており、ハカイダーの強靭な機械の体を欲していた。『イナズマンVSキカイダー』では、新人類（ミュータント）計画の責任者として記録映像のみ登場する。
ハカイダー／サブロー
ギル・ヘルバートの遺伝子技術によって、微弱ながら脳波があった光明寺一郎の脳を形だけでも生かしておくため、光明寺博士に作られた人造人間。人間体では革ジャン姿にサングラス、髪型はオールバックというワイルドな容姿で、生前の文弱な一郎の面影はない。また、投擲型のナイフを使用している。
当初は一郎の脳の影響はなかったが、オリジナル01の砲撃が胸部に直撃したことによって一郎の人格が完全に覚醒、その後は光明寺一郎でもハカイダーでもない「サブロー」としてDARKと光明寺博士に敵対することになる。特撮版や原作版との違いとして、キカイダー・ジローを憎む理由に「自分の紛い物である事」が追加されている。最後はアーマゲドンゴッドのナノマシンによる機能低下や血液交換の限界時間を迎えたことにより、機能を停止した模様である。

### SHADOW
シャドウナイト
ギルを暗殺するために出撃した際、ミツコに接触する。
ザダム
原作と同じく2体1対であるが、1体が男性型、もう1体が女性型となっている。
ビジンダー
単行本第5巻の外伝に登場。ミエコという名の高校教師に擬態していた。ジローと戦った際に、ジローの良心回路が自分の回路と同調（恋心の感情）してしまった。

### ロボット & マシーン
※ 本節ではロボットとマシーンについて記述する。キャラクターについては登場人物の節を参照。
キカイダー02
光明寺博士によって作り出された人造人間。不完全な「良心回路」のためか、最初のチェンジは青いボディに黄色のラインのシンメトリーな体だったが、不完全な良心回路の影響で左半身が赤いボディのハーフチェンジボディとなる。戦闘能力は高く、破壊光線（ブラスター）やデン・ジ・エンドを使用するが、原作とは違い、腕部から出現する高周波の電磁ソードを交差させる形式である。良心回路を抜かれた際は全身が赤くなっていた。後にハカイダー/サブローによって「完成した良心回路」を取り付けた際には完全な状態（パーフェクト・キカイダー）になったが、パーフェクト・キカイダーのデン・ジ・エンドは原作に準じた腕そのものを交差する形式である。原作と違い、かなりメカニカルに描かれている。口の形状のモチーフは『ガサラキ』に登場するクガイ。
サイドマシーン
生前に光明寺一郎が使っていたクラウザー ドマニSSiを改造したサイドカー。遠隔操作や若干のホバー飛行ができる。
キカイダー01
光明寺博士によってジローより先に開発された人造人間で太陽光をエネルギーとするソーラーシステムを持っている。オリジナル01はあまりにも大きく強力過ぎたため、光明寺博士によって封印された。後に瘋癲和尚が設計図を元に小型化したものが6体開発され、オプション武装も有する（同時期のS.I.C.版キカイダーシリーズの影響の一つと思われる）。全て破壊された後、残骸からミツコによって1体が復元され、若干の改良も施された（人間態への変身機能等）。必殺技は太陽光を吸収して額部分から放つサンライズ・ビーム。バイクは02と同じマシーンだが、サイドカーの位置が逆である。
ハカイダー
ギル・ヘルバートの遺伝子技術によって、光明寺一郎の脳を埋めるため光明寺博士に作られた体（人造人間）であるが、ギルにとっては自分の新しい身体として自分の脳を収めるためプロトボディとして作らせたもので、試験運用的に稼働している。高い戦闘能力を持つ。キカイダーに対し強い嫌悪感を持ち、自らの手で抹消（デリート）することを目的とする。主な武器はハカイダーショットで、物理的破壊とコンピュータウイルスの両方の性質を持つ。原作のハカイダーは左利きであったが、本作ではスイッチハンダー（両利き）となっている。さらに、口笛はギル・ヘルバートの悪魔の旋律と同じ音色を出すことができる。バイクは『人造人間ハカイダー』で登場したヤマハ・V-MAXである。
量産型ハカイダー
サブローの不審な行動を察知していたギルが、ハカイダーをベースに開発・量産していたロボット。生身の脳、人工頭脳のどちらも搭載することが可能になっている。武器がハカイダーショットから小型のビームピストルなどに変えられている。量産型の能力として、4体のハカイダーが集まって1体の巨大ロボット（ガッタイダー）となる。原作でも登場したレッド・シルバー・ブルーハカイダーは、本作ではこの量産型のボディである。『イナズマンVSキカイダー』では1体だけ登場し、空白の地に潜入したサブロウとジローを襲撃した。
ダークロボット
光明寺博士に作られた13体の人造人間（ロボット）。それぞれの動物は絶滅しつつある動物がモチーフとなっている。単行本で名称が確認できるのはイエロージャガー、ブルーバッファロー、シルバーカメーンのみであるが、スペシャルグラフィックスエデイション内で、劇中未登場のものを含めた他の機体（グレイサイボーグ、ブラックホース、カーマインスパイダー、オレンジアント、グリーンマンティス、パープルスネーク、サソリホワイト、ピンクエレファント、レッドコンドル、ゴールデンバット）の呼称も確認できる。
全世界の文明を破壊して砂漠にした後、人類に代わる新たな生物の誕生を促すためにモチーフとなった生物の遺伝子データが封印されている。
モデルはダーク破壊部隊13人衆。
ビジンダー
SHADOWによって作られた人造人間。機械を狂わすクレイジー・アイの能力を持つ。唯一、口を開かずに喋るロボットである。
ゴールデンバット
光明寺博士によってジローより先に開発された人造人間で、実質プロトタイプ・ジローという扱い。ジローよりも不完全な良心回路を持つため、ギルの悪魔の旋律によって簡単に暴走する。破棄する直前にギルが利用し、改造が施され、鳥でも獣でも人でもないコウモリ人間型のロボットとなる。ジローによって破壊された。良心回路を通じて彼の自身の悲しみがジローへと伝わることになる。
なお、人間形態にも変身できる。その際の容姿はジローに似ているが、服装や言動は（コウモリからの連想で）「夜の貴族」である吸血鬼を模した上品なもの。
ザダム
SHADOWによって作られた人造人間。雄型と雌型の2体が存在する。
キカイダーTYPE0
SHADOWによって01と02を基に開発したとされている戦闘専用の量産型人造人間。よって人間態を持たない。
武装のアームガンは『人造人間ハカイダー』のハカイダーが装備するアームショットに酷似している。
アーマゲドンゴッド
DARK及びSHADOWが使用した「最終兵器」。ギル・ヘルバート曰く、世界を再生するために人類を絶滅させる兵器。SHADOWが用いたものは、原作に登場するものと似たデザインで、ザダムが頭部に接続されることで制御装置の役割を果たすが、エネルギーが制御できずに自爆した。DARKが用いたものはマンモスの形状をしており、ナノマシンによる侵食で文明を灰燼に帰す。また、ヒナノが制御ユニットとなっており、光明寺博士によって起動させられた。

## イナズマンVSキカイダー
キカイダーと同じく石ノ森章太郎の作品である漫画『イナズマン』のリメイク版。キカイダーとイナズマンの共演は、原作版の一編「ギターを持った少年」に由来する。本作はキカイダー02の最終章として位置付けられており、タイトルロゴにも「THE END OF KIKAIDER-02」と書かれている。ただし、回想シーンなどに一部本編と矛盾する描写が存在する。

### 登場人物
風田サブロウ／サナギマン／イナズマン
原作とは違って高校2年生（原作では中学2年生）である。また性格も原作のような熱血漢ではない。
一緒に暮らしている姉の御世からは、両親は幼い頃に亡くなったと聞かされていたため、母を名乗る女性の出現に動揺するも、最終的には母の死を乗り越えてバンバとの決戦に臨む。
風田御世
サブロウの姉。サブロウと同じく蝶のような外見に変身できるが、その姿は原作漫画でルビイが変身した姿に似ている。
サブロウのことをサブちゃんと呼ぶなど、やや精神的に幼い一面がある。
ジロー／キカイダー
埋め込まれていた服従回路（イエッサー）の効果をバンバによって増幅させられた上、カビバンバラが憑依した状態で操られるが、イナズマンに変身したサブロウの超能力で服従回路をオーバーヒートさせられ、操っていたカビバンバラが抜け出したことで徐々に感情を取り戻していく。なお、服従回路はオーバーヒートさせただけであり、原作のように破壊されていない。新人類側の言い分も「一理ある」と、ある程度認める発言をしている。
サブロウの母
コブバンバラを倒したサブロウの前に現れ、サブロウに自分が母親であると打ち明ける。その後、空白の地で新人類帝国に加わるのを拒否したサブロウと戦闘になるが、最終的にイナズマンに変身したサブロウを庇って命を落とす。
記録映像の中でギルが、重要な遺伝子の欠陥によって新人類は子孫を残せないと語っているが、バンバの「お前達の母親」という発言から、サブロウと御世の実母と察せられる。
帝王バンバ
新人類の頂点に立つ存在。本体は原作漫画における超能力を増幅するための機械に接続された状態に似ており、また超能力を使って生み出した幻影は特撮版に酷似している。
量産型ハカイダー
空白の地に潜入したサブロウとジローを襲撃するが、ジローのギターに仕込まれていたマシンガンによって破壊される。
ギル・ヘルバート
本作では記録映像の中にのみ登場。
その映像の中で、新人類計画がDARKの「世界環境を破壊し、それから新世界を創造する」計画の一部であったこと、そして新人類計画は失敗、新人類は寿命が極めて短い「失敗作」だと語る。

## 巻末の解説
キカイダー02
全員各メディアでキカイダーに関わった人物である。
1巻：平山亨（人造人間キカイダー 企画）
2巻：岡村天斎（人造人間キカイダー THE ANIMATION 監督）
3巻：竹谷隆之（S.I.C.キカイダー造形担当・人造人間ハカイダー 特殊造形）
4巻：なし
5巻：紺野直幸（ギターを持った少年 -キカイダーVSイナズマン- 監督）
6巻：なし
7巻：早瀬マサト（石ノ森章太郎のアシスタント・KIKAIDER00 物語担当）
イナズマンVSキカイダー
1巻：なし
2巻：MEIMU（『イナズマンVSキカイダー』作者）